# Mertzen
Mertzen je občina v departmaju Haut-Rhin francoske regije Alzacija.
Leta 1990 je v občini živelo 185 oseb oz. 92 oseb/km².